# Erronus pallidus
Erronus pallidus är en insektsart som beskrevs av Paul W. Oman 1987. Erronus pallidus ingår i släktet Erronus och familjen dvärgstritar. Inga underarter finns listade i Catalogue of Life.